# جی دراگون
کوان جی یونگ ملقب به جی دراگون (کره‌ای: 권지용؛ زادهٔ ۱۸ اوت ۱۹۸۸) که بیشتر با نام هنری جی دراگون (کره‌ای: 지드래곤؛ انگلیسی: G-Dragon) شناخته می‌شود، رپر، خواننده، ترانه‌سرا و کارآفرین اهل کره جنوبی است که با لقب «پادشاه کی پاپ» نیز شناخته می‌شود. جی دراگون زاده و بزرگ شدهٔ سئول، کره جنوبی است و فعالیت خود را به عنوان لیدر گروه بیگ بنگ در سال ۲۰۰۶ آغاز کرد که این گروه به یکی از پرفروش‌ترین گروه‌های موسیقی در جهان تبدیل شد.
او در سال ۲۰۰۹ نخستین آلبوم انفرادی خود را به نام Heartbreaker منتشر کرد که از نظر تجاری موفق بود و به پرفروش‌ترین آلبوم توسط یک هنرمند انفرادی کره‌ای در آن زمان تبدیل شد و برندهٔ جایزه آلبوم سال در جوایز موسیقی آسیایی ام‌نت ۲۰۰۹ شد. موفقیت او با همکاری با همگروهی‌اش تی.او. پی برای آلبوم GD & TOP ادامه یافت. نخستین آلبوم چندآهنگهٔ او به نام One of a Kind در سال ۲۰۱۲ منتشر شد.